# 新潟少女监禁案
新潟少女监禁案（日语：／），是一起发生在日本新潟县的恶性刑事案件。1990年（平成2年）11月13日傍晚，新潟县三条市的小学四年级女生（下文称受害人或A）（当時9岁）被佐藤宣行（男性，下文称罪犯、被告或S）诱拐后，被持续拘禁于S家中（位于柏崎市四谷一丁目的2层民宅）。这一轰动日本的案件又被称为柏崎女性监禁事件、三条市女性监禁事件。
受害人被非法拘禁长达9年2个月后（累计3,364天），当地保健所职员及医生等人到男子S家中，才偶然发现房间内的女生A（当时19岁）并将其救出。新潟警方随即以诱拐未成年人、非法监禁致伤以及盗窃罪等罪名逮捕并起诉罪犯S。
本案一直上诉至日本最高法院，最终在2003年，最高法院终审判决罪犯S14年有期徒刑。罪犯S在千叶县服刑，并于2015年4月刑满释放。2017年，S因病死于千叶县。
在本案的搜查、诉讼过程中，长达9年多的拘禁、当地警方的搜查不力等事实不断曝光，引起了社会各界的广泛关注。加之犯人是一名长期居家的宅男，结合此后同样由家里蹲男子犯下的西铁巴士劫持事件，让家里蹲这一社会问题也逐渐引起重视。

## 案件概要

### 绑架诱拐及搜救过程
1989年6月13日，罪犯S曾因企图强制猥亵放学途中的小学女生而被起诉，并在同年被新潟地方法院判处强制猥亵罪名成立，并判有期徒刑1年（缓期执行3年）。1990年11月13日下午3点左右，仍在缓期执行中的S驾驶家中的汽车经过三条市附近时，在国道附近的小路上用匕首威胁的手法，将本案受害人A（当时仅9岁，上小学4年级）诱拐上车。弱小的A无法抵抗，被绑在车后行李箱内，当天晚8时左右，被带入罪犯S的住宅内。S通过威胁恐吓的手段，威逼女生躲在其房间里，宣称如果她跨出房门，就要杀死她并埋在山里或抛入海里。此后就开始了对A的漫长监禁。
事发当晚，女生A的母亲就向警察报案求助。警方和校方出动了200多人四处搜索但始终没有线索。此后警方专门成立搜索对应本部，并利用直升飞机在四周搜查，仍然一无所获。警方通过散发传单和寻人启事等方式，在新潟县全境展开搜索，也对三条市周边曾经有过诱拐或猥亵前科的1000多人作为怀疑对象进行了搜查，但对于S居住的柏崎市却没有列入重点搜查的对象。

### 监禁及获救
罪犯S对受害人A的控制主要靠言语威胁、殴打以及匕首等。一开始的几个月，罪犯在外出或睡觉时，捆绑住女生使其无法行动。长期的捆绑让A丧失了逃跑求救的意识。据罪犯S供述，监禁期间轻微的殴打有700多次，较重的殴打也有200-300次左右。在对女生进行虐待的同时，罪犯也让她阅读漫画或报纸，也逐渐让女孩看电视听电台节目，也经常与她交谈自己感兴趣的事物。在A获救之后的健康检查中，医生发现其智力发育水平并未明显低于同龄人，知识面和词汇量等也处于同龄人的正常水平。诉讼中，被告S的辩护律师也以此事实主张罪犯在对女孩的监禁中也帮助她获取了外界的知识和信息，因此恳请法院酌情从轻量刑。S在供述中提到自己将A当成朋友对待，“受害人对我说的话百依百顺。所以我想一直跟她共同生活。她也能跟我讨论我喜欢的话题。我把她当成同一代人的女生来看待。由于我的生活中已经离不开她，所以我不能把她给放了。”。此后在审判中，S也承认“我一直还以为自己对她做的很好，现在才知道其实她一直恨着我”。
从1999年起，S开始对母亲实施家庭暴力，同年12月起到精神病医院求助的母亲对医生说“这段时间我儿子的暴力行为日益加剧。一旦不如他意，就打我踢我，还把我绑起来，连厕所都不让我去上。”，医生建议对S实行强制住院治疗，并得到了S母亲的同意。次年1月19日，当地保健所职员为了判断S的心智情况到家中访问，但S躲在房内不愿意见面。于是当地精神病医院、保健所和市政府等经过商议后决定对其实施强制住院治疗，成立了专门的医疗小组。
2000年1月28日下午，医疗专家与保健所职员等共计7人来到S家中。一行人对S告知有关强制住院治疗的事项后，遭到了后者的激烈反抗，于是众人对其强制注射了镇静剂。
在这过程中，医生们发现了躲藏在房间角落里的女生A。吃惊的医生和S的母亲都不知道女生的身份。女生A也始终说不清自己的身份。之后经过再三询问，女生A终于说出了自己的姓名、家庭住址、出生年月和父母亲的姓名等。当时就有职员立即联想到9年前的少女离奇失踪案件，并通知了当地警方。警察确认该女生确实是当年三条市失踪的女生后，立即联系了其母亲。母女在分离9年零2个月后终于重逢。

### 罪犯被逮捕起诉
新潟警方在女孩获救的第二天立即立案，开始搜查罪犯S的住宅。搜查结果，找到了A当年失踪时所穿的衣服和书包，并结合A的证言，确信S对A实施了诱拐和监禁等犯罪。
2月11日，S精神状态有所好转，办理了出院手续后，立即被警方逮捕。由于受害人A被确认患有创伤后应激障碍，加上长期的监禁导致其肌肉萎缩，身体虚弱，因此警方改以“诱拐监禁未成年人致伤罪”对其逮捕并立案侦察。

## 刑事审判
2000年3月3日，新潟地方检察厅以诱拐未成年人罪、监禁致伤罪等罪在新潟地方法院对S提起刑事控告。首次公开审理在同年5月23日进行，为了保护女孩的隐私权，起诉状上的受害人姓名没有被公开。此外辩护人也提及“我也是有孩子的人，因此我并不忍让受害人到法庭上接受询问”，并未申请女孩A出庭作证。被告S对于起诉的事实供认不讳，于是控辩双方的争议焦点就集中在被告的精神状态及有无责任能力等问题上。本案在起诉后，检方根据新掌握的事实，又追加了盗窃罪的控告。这是因为被告S自己承认在超市窃取了给A穿的女性吊带背心。
这起案件由于太过轰动，公审时申请旁听的市民达到了2000多人（最终获准旁听人数比例不足2%），成为新潟法院审判历史中申请旁听人数最多的案件。

### 精神鉴定
为了判断被告S是否有刑事责任能力，根据其辩护律师的申请，法院决定对其进行精神鉴定。最终精神鉴定报告的结论如下：。
被告S患有分裂病型人格障害及强迫性人格障害等，但并没有丧失基本的事物判断和行动能力，不具有明显的精神障碍。此外他也有自恋型人格障碍。被告所陈述的幻觉和妄想等也属于拘禁生活的影响，并没有直接影响其实施的犯罪行为。
因此被告S未患有狭义的精神病。但是，被告所患强迫性人格障碍和分裂型人格障碍等对其犯罪行为也有一定的影响，这点也需要审判庭予以考虑。
在第五次庭审中受害人A的父母作为证人出庭，也作证“女儿希望S在所有有人的地方消失。”

### 判决
2002年1月22日，新潟地方法院刑事部作出一审判决，判处被告十四年有期徒刑。次日，被告表示要提起上诉，于是辩护律师在24日向东京高等法院提起了刑事上诉。而控方认为量刑恰当，没有提出上诉。2002年10月22日，东京高等法院开始公审本案。当天审理就结束。2002年12月10日，二审法院推翻了一审判决，判处被告S有期徒刑11年。对此，受害人A一家表示无法接受这样的判决结果。
于是，东京高检经过研究，决定向最高法院提起上告程序。而被告S也对二审判决不服，也向最高法院提出了上告申请。2003年6月12日，控辩双方在最高法院进行了辩论。控诉方认为“罪犯对受害人实施了多种犯罪行为，量刑应当结合犯罪行为与其人格特点综合评价”，并主张11年的有期徒刑过轻。而被告一方则认为“控诉方的观点有通过技术手段加重刑罚的风险”，法院应当根据“基于法治国家长期贯彻的罪刑法定主义进行量刑”。最终在7月10日，最高法院第一小法庭推翻二审判决，支持一审的14年徒刑判决，同时驳回被告的上告请求。

## 尾声
本案与同一年发生的西铁巴士劫持事件都与长期在家蜗居的家里蹲男性有关，因此也引发了社会各界对这一社会问题的关注。而对于S母亲有关精神治疗的咨询敷衍应付的精神病医院的院长及医师等十余人也在事件后遭到了调查。
为了帮助受害人A恢复心理健康，重返社会，三条市教育委員会设立了专项支援基金，号召市民捐款援助，该基金也收到了1500多名热心市民的捐款，到2002年1月18日为止，已经收到了2017份捐款。少女A此后也基本恢复正常的生活，能够与家人一起参与社会公开的活动，观看比赛和旅游。邻居们也证言她与家人过着普通人的生活。
2004年，刑法被修改，监禁致伤罪的上限提高到15年。如果根据修改后的刑法审理，本案中罪犯的最高刑期可达22年6个月。
另一方面，罪犯S被押入千叶监狱服刑，在服刑期间也表现不佳。他的身体健康状况也不好，曾经被运往医院进行过治疗。2015年4月，52岁的S刑满释放后，独居在千叶县的社会福利机构，始终没有工作。2017年左右，人们发现当时54-55岁的S因病死于家中。而罪犯的母亲早在S服刑期间就老死。由于没有亲友继承，罪犯当初关押受害人的住宅到2021年2月为止并无人管理。

## 新潟县警方的责任追究
在少女A被救出的当天晚上，三条市警察署召开紧急的新闻发布会，宣布已找到了1990年失踪的女孩。但警方对于少女被救助的经过的说明错误百出。经过多方印证和纠正，民众才知道最初找到少女的是保健所职员和医生等人，并非警察。更为严重的是，警方在少女被诱拐当时，并没有将有猥亵未成年少女前科的S列入搜查对象，这也是导致监禁案持续达9年之久的原因之一。2000年2月10日，警察就承认了一般在失踪时间发生时，应当将同类罪案的罪犯数据都穷尽搜查，但很遗憾警察没能做到这一基本的操作。
此外，在少女A获救当天，警察廳高级干部某警察局长（以下称局长）与本县警察本部长（以下称本部长）等警局官员正在酒店举行宴会。当时属下将找到9年前失踪少女的消息报告给警官们之后，本部长并未立即返回警局紧急指挥，而是继续招待局长，之后众人还一起打麻将。次日，本部长仍然没有充分重视这一案件的进展，而是招待上司到当地的名胜游览。
上述警局的不当行为被曝光后，国会与在野党都非常关注。于是2月20日，警察厅派员到新潟县警察局全面调查，并公布了紧急调查结果。警方承认在本案的处理中，存在诸多疏漏不足：
1. 在少女A的获救经过的通报中存在谎报和遗漏
2. 失踪案发当时，S明明有猥亵未成年人的前科，却未被列入搜查对象
3. 4年前，S母亲到柏崎警察署咨询有关S的异常情况的书面记录已被遗失
4. 在保健所职员发现和营救少女A时，警察局拒绝了出警的要求
5. 在9年多的时间里，尽管3次到罪犯S的家中巡查，但始终未发现可疑的行迹

警察局本部长为警局的疏漏过失向公众谢罪，之后也提出了辞职的申请。最终警察厅决定接受本部长和局长的辞职，也追回了一度支付给两人的退职金（分别为3200万日元和3800万日元）。其他警察局相关人员也受到了训诫、减薪、警告等处分。

## 案件大事记
| 年   | 日期     | 事项                                                                                                   |
| ---- | -------- | --- |
| 1989 | 6月13日  | 罪犯佐藤宣行（下文称“S”）在新潟县柏崎市内，因对9岁女孩（与本案受害人无关）实施强制猥亵（未遂）被逮捕。 |
|      | 9月19日  | S强制猥亵罪成立，新潟地方法院长冈支部判处其有期徒刑1年，缓期执行3年。                                  |
| 1990 | 11月13日 | 罪犯S在三条市内，诱拐9岁的少女A（本案受害人），并将其囚禁于柏崎市的自家住宅内。                        |
|      | 〃       | 少女A的母亲向当地警方报案，请求搜索。                                                                  |
|      | 11月15日 | 新潟县警察局三条警察署设立“小学女生失踪案对策本部”。                                                   |
|      | 12月25日 | 当地消防局停止搜索工作。                                                                               |
| 1991 | 10月20日 | 日常巡查的警官走访罪犯S家中。                                                                          |
| 1993 | 6月22日  | 日常巡查的警官走访罪犯S家中。                                                                          |
| 1996 | 1月19日  | S母亲就遭受S家庭暴力的问题，到柏崎保健所寻求帮助。                                                     |
| 1998 | 8月13日  | 日常巡查的警官走访罪犯S家中。                                                                          |
|      | 10月上旬 | 罪犯S在新潟县北蒲原郡中条町（现为：胎内市）商店内盗窃供女生A穿的吊带背心等4件衣服（价值约2,500円）。   |
| 1999 | 12月     | S母亲到精神病医院咨询有关其儿子S的家庭暴力问题。医生建议对S采取住院强制医疗。                          |
| 2000 | 1月12日  | S母亲就S的强制治疗一事，拜访柏崎保健所讨论相关事宜。                                                   |
|      | 1月19日  | 为了判断强制治疗的必要性，保健所职员与市政府工作人员到S家中走访，但未见到S本人。                       |
|      | 1月28日  | 保健所实施对S的强制医疗保护措施。工作人员发现S的居室内被监禁的受害人女生A（当时19岁），将其救出。      |
|      | 〃       | A与父母在分隔9年2个月后重逢。                                                                          |
|      | 1月29日  | 三条警察署设立“三条市未成年人诱拐监禁案”搜查本部，对嫌疑人S的住宅进行全面搜查（直至2月3日）。          |
|      | 2月10日  | S的强制猥亵罪犯罪记录未被送到县警察局这一事实得以确定。                                                |
|      | 2月11日  | 在医院接受治疗的嫌疑人S出院，随即被警方逮捕。                                                          |
|      | 2月13日  | 警方将本案移送新潟地方检察厅。                                                                         |
|      | 2月17日  | 县警察局在少女被救时的细节经过的通报中存在错误遗漏这一事实得以确定。                                   |
|      | 2月26日  | 为对案件应对中的疏漏负责，新潟县警察局本部长宣布辞职。                                                 |
|      | 3月4日   | 新潟地方检察厅以诱拐、监禁致伤未成年人罪向地方法院提起公诉。                                           |
|      | 5月23日  | 新潟地方法院（榊五十雄审判长）举行首次公开审理。                                                       |
|      | 6月26日  | 控方在起诉事项中追加盗窃罪。次日的6月27日，举行第2次公开审理。                                         |
|      | 7月26日  | 第3次公开审理。                                                                                        |
|      | 10月3日  | 第4次公开审理。法院决定根据辩护律师申请，对被告S进行精神鉴定。                                         |
|      | 12月5日  | 第5次公开审理。受害人A的父母表示“女儿至今仍然饱受痛苦。要求对被告S严加惩处。”。                        |
| 2001 | 10月16日 | 第6次公开审理。精神鉴定报告显示被告S具有刑事责任能力。                                                 |
|      | 11月30日 | 第7次公开审理。检察官请求判处被告有期徒刑15年，辩护律师做最后辩护，审理结束。                          |
| 2002 | 1月22日  | 一审宣判。新潟地方法院判处被告S有期徒刑14年。                                                          |
|      | 1月24日  | 被告S的辩护律师向东京高等法院提起控诉。                                                                |
|      | 2月5日   | 新潟地方检察厅放弃控诉，因此二审以后刑期不可能超过一审所判的14年。                                     |
|      | 10月22日 | 东京高等法院第8刑事部（山田利夫审判长）进行首次公开审理。                                              |
|      | 12月10日 | 二审（控诉审）宣判。法院推翻一审判决，判决被告有期徒刑11年。                                           |
|      | 12月24日 | 东京高等检察厅以“对法律的解释存在重大错误”为由，向最高法院提起上告。                                   |
|      | 〃       | 被告方向最高法院提起上告。                                                                             |
| 2003 | 1月17日  | 最高法院第一小法庭决定受理双方的上告申请。                                                             |
|      | 7月10日  | 最高法院（深泽武久审判长）宣判，推翻二审（控诉审）判决，支持一审判决结果。                             |
|      | 8月12日  | 被告S确定获刑有期徒刑14年。                                                                            |
| 2015 | 4月      | 罪犯S从服刑的千叶监狱刑满释放。                                                                        |
| 2017 | ？       | S在千叶县因病死亡。                                                                                    |

## 相关影视文学作品
桐野夏生的悬疑小说。小说中的女作家从9岁起被诱拐后，被男子监禁了1年多。该小说获得了2004年的柴田錬三郎奖。

若松孝二导演的电影。少女被男子在家中监禁了10年，之后一名逃亡中的杀人犯逃入家中，开始了一段三角关系。本片取景地就在新潟。

AV（最终未发售）。女主角由仓本安奈担纲。由于该片的性虐待描写过于激烈，最终制作公司与警方等相关机关共同决定中止发售。

円山みやこ的短篇漫画。作品中被男子诱拐的少女被关在终年不见阳光的二楼房间里。

## 引注
1. 1 2  . 『中日新聞』朝刊一面1页 (中日新聞社). 2000-02-12  [2021-01-26]. （原始内容存档于2022-07-09） （日语）.
2. 1 2  . 柏崎日報 (柏崎日報社). 2003-07-11  [2021-01-26]. （原始内容存档于2021年1月26日） （日语）.
3. 1 2 3 4 5 6  . 新潟日報 (新潟日報社). 2020-01-23  [2020-02-14]. （原始内容存档于2020-02-14） （日语）.
4. 1 2 3 4 5  . 新潟日報 (新潟日報社). 2002-01-22. （原始内容存档于2004年10月18日） （日语）.
5. ↑  『新潟日報』2002年12月29日朝刊特集面10頁「2002年県内10大ニュース 国家犯罪に衝撃と怒り 拉致 全容解明道半ば W杯の熱狂、歴史を刻む」（新潟日報社）
6. 1 2 3  . 柏崎日報 (柏崎日報社). 2003-06-13  [2021-01-27]. （原始内容存档于2021年1月27日） （日语）.
7. ↑  松田美智子 2009，第17頁.
8. 1 2 3  『毎日新聞』2000年3月4日東京朝刊一面1頁「新潟・女性監禁事件、S容疑者を起訴－－新潟地検、「心の傷」立憲は見送り」
9. 1 2 3  『読売新聞』2000年6月27日東京朝刊第一社会面39頁「新潟女性監禁事件 地検、佐藤被告を万引きでも追起訴 量刑、最高で15年に」
10. 1 2  『日本経済新聞』2003年8月13日東京朝刊第14版第二社会面30頁「新潟女性監禁事件 懲役14年確定」（日本経済新聞東京本社） - 『日本経済新聞』縮刷版2003年8月号 622頁
11. 1 2 3  週刊新潮 2015，第134頁.
12. 1 2  塚崎朝子（聞き手）; 斎藤環. . アスパラクラブ (朝日新聞社). 2009-12-08. （原始内容存档于2012年7月12日）.
13. 1 2 3 4   .  (毎日新聞東京本社). 2000-02-12: 26頁 （日语）.
14. ↑  週刊文春 2000，第28頁.
15. ↑  新潟地裁 2002，罪となるべき事実.
16. ↑  松田美智子 2009，第76-78頁.
17. ↑  佐木隆三 2003，第86頁.
18. ↑  毎日新聞新潟支局 2000，第42-43頁.
19. ↑  毎日新聞新潟支局 2000，第43頁.
20. ↑  . 新潟日報 (新潟日報社). 2000-01-31. （原始内容存档于2004年10月18日） （日语）.
21. ↑  . 新潟日報 (新潟日報社). 2000-02-04. （原始内容存档于2004年10月18日） （日语）.
22. 1 2  松田美智子 2009，第69-71頁.
23. 1 2  松田美智子 2009，第86頁.
24. ↑  松田美智子 2009，第249頁.
25. ↑  松田美智子 2009，第103-104頁.
26. ↑  松田美智子 2009，第118頁.
27. ↑  松田美智子 2009，第36-39頁.
28. ↑  毎日新聞新潟支局 2000，第12頁.
29. ↑  松田美智子 2009，第40-42頁.
30. ↑  毎日新聞新潟支局 2000，第14頁.
31. ↑  毎日新聞新潟支局 2000，第15頁.
32. ↑   .  (読売新聞東京本社・新潟支局). 2000-01-30: 32頁 （日语）.
33. 1 2  . 新潟日報 (新潟日報社). 2000-01-29. （原始内容存档于2004年10月18日） （日语）.
34. 1 2  . 新潟日報 (新潟日報社). 2000-02-02. （原始内容存档于2004年10月18日） （日语）.
35. 1 2  .  (新潟日報社). 2000-02-12. （原始内容存档于2004年10月18日） （日语）.
36. ↑  .  (柏崎日報社). 2000-02-12  [2021-01-26]. （原始内容存档于2021年1月26日） （日语）.
37. 1 2 3  . 新潟日報 (新潟日報社). 2000-05-24. （原始内容存档于2004年10月18日） （日语）.
38. 1 2  . 柏崎日報 (柏崎日報社). 2000-05-24  [2021-01-26]. （原始内容存档于2021年1月26日） （日语）.
39. ↑  松田美智子 2009，第90頁.
40. ↑  . 新潟日報 (新潟日報社). 2001-09-11. （原始内容存档于2004年10月18日） （日语）.
41. ↑  . 新潟日報 (新潟日報社). 2000-06-27. （原始内容存档于2004年10月18日） （日语）.
42. ↑  『新潟日報』2019年11月9日朝刊31頁「新潟女児殺害事件初公判 傍聴券求め656人」（新潟日報社）
43. ↑  . 柏崎日報 (柏崎日報社). 2000-07-26. （原始内容存档于2021年2月4日） （日语）.
44. ↑  松田美智子 2009，第208-209頁.
45. 1 2  . 新潟日報 (新潟日報社). 2000-12-06. （原始内容存档于2004年10月18日） （日语）.
46. ↑  . 柏崎日報 (柏崎日報社). 2000-12-06. （原始内容存档于2021年1月27日） （日语）.
47. ↑  新潟地裁 2002.
48. ↑  . 柏崎日報 (新潟日報社). 2002-01-23. （原始内容存档于2021年1月27日） （日语）.
49. ↑  松田美智子 2009，第269頁.
50. 1 2  . 新潟日報 (新潟日報社). 2002-01-24. （原始内容存档于2004年10月18日） （日语）.
51. 1 2  . 新潟日報 (新潟日報社). 2002-02-06. （原始内容存档于2004年10月18日） （日语）.
52. ↑  . 柏崎日報 (柏崎日報社). 2002-10-23  [2021-01-27]. （原始内容存档于2020年10月2日） （日语）.
53. 1 2  . 新潟日報 (新潟日報社). 2002-10-22. （原始内容存档于2004年10月18日） （日语）.
54. 1 2 3  . 新潟日報 (新潟日報社). 2002-12-10. （原始内容存档于2004年10月18日） （日语）.
55. ↑  . 柏崎日報 (柏崎日報社). 2002-12-10  [2021-01-27]. （原始内容存档于2021年1月27日） （日语）.
56. ↑  松田美智子 2009，第294頁.
57. 1 2  . 新潟日報 (新潟日報社). 2002-12-25. （原始内容存档于2004年10月18日） （日语）.
58. ↑  佐木隆三 2003，第167頁.
59. ↑  最高裁 2003，第1頁.
60. ↑  月崎時央 2001，第119頁.
61. ↑  . 新潟日報 (新潟日報社). 2000-03-17. （原始内容存档于2004年10月18日） （日语）.
62. ↑  . 新潟日報 (新潟日報社). 2000-06-07. （原始内容存档于2004年10月18日） （日语）.
63. ↑  . 新潟日報 (新潟日報社). 2000-04-06. （原始内容存档于2004年10月18日） （日语）.
64. ↑  佐木隆三 2003，第147頁.
65. ↑   .  (新潮社). 2007-10-25, 52 (40): 147–148. NAID 40015634755 （日语）. - 2007年10月25日号（通号2617）。
66. ↑  週刊新潮 2015，第137頁.
67. ↑  松田美智子 2009，第309頁.
68. ↑  松田美智子 2009，第309-310頁.
69. ↑  週刊新潮 2021，第129頁.
70. ↑  週刊新潮 2015，第136頁.
71. ↑  松田美智子 2009，第312頁.
72. 1 2  週刊新潮 2021，第131頁.
73. ↑  週刊新潮 2021，第128頁.
74. ↑  . 柏崎日報 (柏崎日報社). 2020-01-23  [2021-01-26]. （原始内容存档于2021年1月26日） （日语）.
75. ↑  毎日新聞新潟支局 2000，第23頁.
76. ↑  毎日新聞新潟支局 2000，第63頁.
77. ↑  毎日新聞新潟支局 2000，第64-65頁.
78. ↑  毎日新聞新潟支局 2000，第18頁.
79. ↑  毎日新聞新潟支局 2000，第20頁.
80. ↑  毎日新聞新潟支局 2000，第89頁.
81. ↑  毎日新聞新潟支局 2000，第104-105頁.
82. ↑  . 新潟日報 (新潟日報社). 2000-06-28. （原始内容存档于2004年10月18日） （日语）.
83. ↑  . 柏崎日報 (柏崎日報社). 2000-06-28  [2021-02-04]. （原始内容存档于2021年2月4日） （日语）.
84. ↑  . 新潟日報 (新潟日報社). 2000-07-26. （原始内容存档于2004年10月18日） （日语）.
85. ↑  . 柏崎日報 (柏崎日報社). 2000-10-04. （原始内容存档于2021年2月4日） （日语）.
86. ↑  . 柏崎日報 (柏崎日報社). 2001-10-17. （原始内容存档于2020年10月1日） （日语）.
87. ↑  . 柏崎日報 (柏崎日報社). 2001-11-30  [2021-01-27]. （原始内容存档于2021年1月27日） （日语）.
88. ↑  東京高裁 2002.
89. 1 2 3 4  古江頼隆 2007，第144頁.
90. ↑  . 柏崎日報 (柏崎日報社). 2002-12-25  [2021-01-27]. （原始内容存档于2020年10月2日） （日语）.
91. ↑   井川楊枝.  . 彩図社. 2012: 131–136 （日语）.

## 关联条目
- 西铁巴士劫持事件
- 女性被长期监禁后获救的案件
  - 奥地利禁室乱伦案
  - 洁西·李·杜加绑架案
  - 娜塔莎·坎普希
  - 阿里尔·卡斯特罗绑架案
  - 徐州八孩母亲事件